# Jhasmani Campos
Jhasmani Campos Dávalos, mais conhecido como Jhasmani Campos (Santa Cruz de la Sierra, 5 de outubro de 1988), é um futebolista boliviano que defende o The Strongest.

## Carreira
Ele começou sua carreira em muito jovem, nas categorias de base Tahuichi Academy. Teve ainda uma rápida passagem pelas bases do Grêmio, enquanto esteve jogando em um torneio de futebol juvenil no Uruguai com a Academy, em 2005, foi levado ao clube brasileiro, que o levou a Porto Alegre para se juntar à equipe juvenil nesse mesmo ano.
Após seis meses de negociações, o Grêmio não chegou a um acordo amigável para adquirir Jhasmani, e ele retornou à Bolívia, em 2006. Nesse mesmo ano, assinou um contrato profissional com o Oriente Petrolero, da Primera División boliviana, seu primeiro clube profissional. Em um curto espaço de tempo, ganhou o seu lugar no time titular, aos 18 anos, se transformando em um dos jogadores mais importantes do campeonato.
Em Maio de 2009, o Bahia tentou a sua contratação para a disputa da Série B, mas devido a questões de valores entre as partes, a sua transferência não obteve êxito.

## Seleção nacional
Em 2007, Campos foi convocado à seleção boliviana Sub-20 para a disputa da Copa América Sub-20 2007, realizada no Paraguai, onde marcou dois gols em quatro jogos.
Logo em seguida, em junho daquele mesmo ano, foi chamado pela primeira vez para a seleção principal na Copa América. Seu primeiro gol internacional foi contra a Peru.